# John Day (imprimeur)
Pour les articles homonymes, voir John Day et Day.
John Day, ou Daye, né probablement vers 1522, mort le 23 juillet 1584 à Walden, dans l'Essex, est un imprimeur anglais de confession protestante. Il se spécialisa dans l'impression et la distribution de pamphlets et d'écrits religieux, surtout dans les livres de petit format comme les ABC, les recueils de sermons et les traductions des psaumes. Mais il est passé à la postérité comme le premier éditeur du Livre des Martyrs de John Foxe, qui passe pour le plus gros et le plus parfait exemple de livre imprimé en Angleterre au XVIe siècle.

## Biographie
John Day parvint au sommet de sa profession sous le règne d’Édouard VI (1547–1553). À cette époque, la Couronne releva les quotas imposés aux éditeurs et une vague de propagande inspirée par la Réforme anglaise trouva le soutien du gouvernement du Lord Protector, Edward Seymour (1er duc de Somerset). Puis sous le règne de la reine Marie, alors que plusieurs imprimeurs protestants trouvaient refuge sur le continent, Day demeura en Angleterre et poursuivit son œuvre évangélique. Il fut alors arrêté en 1554, et jeté en prison. 
Sous le règne de la reine Élisabeth Ire, Day retrouva son atelier d’Aldersgate à Londres, où il put bénéficier du mécénat de plusieurs courtisans et aristocrates, au nombre desquels William Cecil, Robert Dudley et Matthew Parker. Fort de telles protections, il publia le Livre des Martyrs et obtint le privilège royal pour certains des titres les plus populaires en langue anglaise, tels The ABC with Little Catechism et The Whole Booke of Psalmes. John Day, dont la perfection technique n'avait d'égal que son sens des affaires, a été surnommé « le maître imprimeur de la Réforme anglaise »